# سیو اوچینو
سیو اوچینو (انگلیسی: Seiyō Uchino؛ زادهٔ ۱۶ سپتامبر ۱۹۶۸) هنرپیشه اهل ژاپن است. از فیلم‌هایی که وی در آن بازی کرده است، می‌توان به عشق اول به کارگردانی تاکاشی میکه اشاره نمود.